# NGC 1701
NGC 1701 ist eine Spiralgalaxie vom Hubble-Typ Sb im Sternbild Grabstichel am Südsternhimmel. Sie ist schätzungsweise 254 Millionen Lichtjahre von der Milchstraße entfernt und hat einen Durchmesser von etwa 90.000 Lichtjahren. 
Das Objekt wurde am 6. November 1834 von John Herschel entdeckt.